# Piotr Reiss
Piotr Reiss (Poznań, 20 giugno 1972) è un ex calciatore polacco, di ruolo attaccante.

## Palmarès

### Club

#### Competizioni nazionali
- Coppa di Polonia: 2

Lech Poznan: 2003-2004, 2008-2009
- Supercoppa di Polonia: 2

Lech Poznan: 1990, 2004